# Christine Bachoc
Christine Bachoc (1964) é uma matemática francesa, conhecida por seu trabalho em teoria de códigos, números de osculação, teoria de redes e programação semidefinida. É professora de matemática da Universidade de Bordeaux.
Bachoc obteve um doutorado em 1989, com a tese Réseaux unimodulaires et problèmes de plongement liés à la forme Trace.
Em 2011, Bachoc recebeu juntamente com Frank Vallentin o Activity Group on Optimization Prize da Society for Industrial and Applied Mathematics (SIAM), por seu trabalho fornecendo limites superiores sobre números de osculação em dimensões superiores combinando métodos da programação semidefinida, análise harmônica e teoria dos invariantes.